# Schinziophyton
Schinziophyton é um género botânico pertencente à família Euphorbiaceae.
É um gênero de uma única espécie:

## Espécie
Schinziophyton rautanenii ( Schinz ) Radcl.-Sm.

## Nome e referências
Schinziophyton Hutch. ex Radcl.-Sm.